# Gummo Marx
Milton Marx, detto Gummo (New York, 23 ottobre 1892 – Palm Springs, 21 aprile 1977), è stato un comico, attore e imprenditore statunitense, componente - ancorché per breve tempo - del gruppo comico dei fratelli Marx.

## Biografia

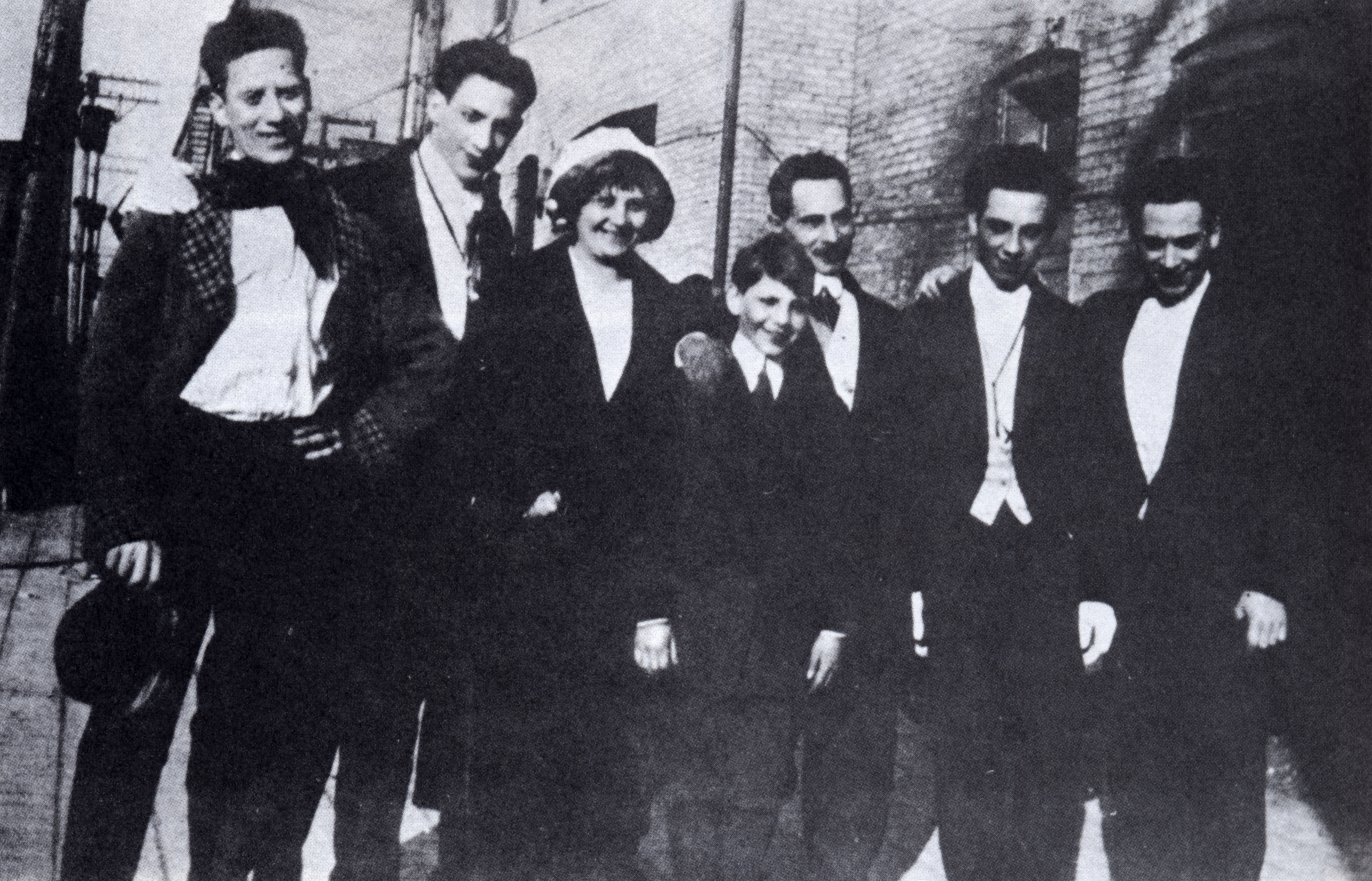
Una vecchia foto dei fratelli Marx con i genitori. Gummo è il secondo da sinistra.

Gummo Marx lavorò per qualche anno con i suoi fratelli nel vaudeville, ma fu chiamato alle armi per la prima guerra mondiale e smise di recitare. Dopo la guerra avviò un'agenzia teatrale con il fratello Zeppo; in seguito rappresentò come agente il fratello Groucho e diversi altri attori. Secondo una spiegazione, veniva chiamato "Gummo" per la sua caratteristica tendenza a camminare di soppiatto e avvicinarsi all'improvviso alle altre persone, come un "gumshoe" (investigatore privato, in gergo americano), mentre altri sostengono che veniva chiamato così perché indossava spesso soprascarpe di gomma. Morì il 21 aprile 1977 a Palm Springs, in California. Groucho Marx non fu informato della sua scomparsa, per timore di danneggiare la sua salute già molto fragile. Lo stesso Groucho morì quattro mesi dopo.